# Заголовочный регистр
Заголовочный регистр или тайтлкейс (англ. Title case) — стиль употребления заглавных букв, используемый в оформлении заглавий опубликованных работ или произведений искусства на английском языке. При использовании заголовочного регистра все слова пишутся с заглавной буквы, за исключением служебных слов (обычно артиклей, коротких предлогов и некоторых союзов), которые не являются первым или последним словом заглавия. Существуют разные правила относительно того, какие именно слова являются главными и, следовательно, пишутся с заглавной буквы. Например, заголовок может быть написан так: The Quick Brown Fox Jumps over the Lazy Dog.
Иногда «Title case» пишут как «Title Case», чтобы подчеркнуть его суть, хотя формально это не правильно.
В русском языке заголовочный регистр считается орфографической ошибкой для большинства названий и всех нарицательных. Правильно: Новый год, Тихий океан, Краснодарский край и т.п. Несмотря на это, в маркетинге и локализациях ПО с английского языка зачастую допускают эту ошибку, иногда осознанно (чтобы выделиться или как способ обозначения ключевых/особых терминов, когда нет возможности выделить их другим способом).

## Правила
Правила заголовочного регистра не имеют единого стандарта. Стандартизация существует только на уровне домашних стилей и отдельных стилистических справочников. Большинство англоязычных стилистических справочников сходятся во мнении, что первое и последнее слова заголовка всегда следует писать с заглавной буквы, в то время как артикли, короткие предлоги и некоторые союзы — нет. Другие правила относительно употребления заглавных букв различаются.
В автоматической обработке текста заголовочный регистр обычно обозначает написание всех слов с заглавной буквы, независимо от части речи. Этот упрощённый вариант заголовочного регистра также известен как начальный регистр или начальные заглавные.

### AP Stylebook
Согласно Associated Press Stylebook (55-е издание, 2020 год), следует придерживаться следующих правил:
- главные слова пишутся с заглавной буквы;
- предлоги и союзы, состоящие из четырёх и более букв, пишутся с заглавной буквы;
- артикли the, a и an пишутся со строчной буквы;
- первое и последнее слова пишутся с заглавной буквы (это правило имеет более высокий приоритет, чем все вышеперечисленные).
- to пишется с заглавной буквы в инфинитивах (например, I Want To Play Guitar)[4].

### Chicago Manual of Style
Согласно Чикагскому руководству по стилю (15-е издание), следует придерживаться следующих правил:
- главные слова (существительные, местоимения, глаголы, прилагательные, наречия и некоторые союзы) всегда пишутся с заглавной буквы;
- союзы and, but, for, or и nor пишутся со строчной буквы;
- артикли the, a и an пишутся со строчной буквы;
- предлоги пишутся со строчной буквы независимо от их длины, за исключением тех случаев, когда на них ставится ударение, когда они используются в качестве наречия, прилагательного или союза;
- слова to и as пишутся со строчной буквы;
- вторая часть латинских названий видов пишется со строчной буквы;
- второе слово после префикса, написанного через дефис (например, Mid-, Anti-, Super- и т. д.) в сложных прилагательных[англ.] (например, Mid-year, Anti-hero и т. д.) пишется со строчной буквы[6];
- первое и последнее слова в заголовках и подзаголовках всегда пишутся с заглавной буквы (это правило имеет более высокий приоритет, чем все вышеперечисленные).

### MLA Handbook
Согласно девятому изданию Modern Language Association Handbook, следует применять следующие правила использования заглавных букв в названиях статей:
- первое слово в заголовке и любом подзаголовке пишется с заглавной буквы;
- все главные слова (существительные, глаголы, включая фразовые, такие как play with, прилагательные, наречия и местоимения) в заголовке, включая вторую часть главных слов, пишущихся через дефис (например, Self-Report вместо Self-report) пишутся с заглавной буквы;
- второе слово после префикса, написанного через дефис (например, Mid-, Anti-, Super- и т. д.) в сложных прилагательных (например, Mid-year, Anti-hero и т. д.) пишется со строчной буквы;
- артикли, предлоги (независимо от их длины) и согласующие союзы[англ.] не пишутся с заглавной буквы;
- to в инфинитивах не пишется с заглавной буквы (например, I Want to Play Guitar).

### APA Style
Согласно седьмому изданию Руководства по публикации Американской психологической ассоциации, следует применять следующие правила использования заглавных букв в названиях статей:
- первое слово в заголовке и любом подзаголовке пишется с заглавной буквы;
- все главные слова (существительные, глаголы, включая фразовые, такие как play with, прилагательные, наречия и местоимения) в заголовке, включая вторую часть главных слов, пишущихся через дефис (например, Self-Report вместо Self-report) пишутся с заглавной буквы;
- все слова, состоящие из четырёх и более букв, пишутся с заглавной буквы;
- второе слово после префикса, написанного через дефис (например, Mid-, Anti-, Super- и т. д.) в сложных прилагательных (например, Mid-year, Anti-hero и т. д.) пишется со строчной буквы.

### AMA Manual of Style
Согласно одиннадцатому изданию American Medical Association Manual of Style, следует применять следующие правила использования заглавных букв в названиях статей:
- первое и последнее слова в заголовках и подзаголовках пишутся с заглавной буквы;
- существительные, местоимения, прилагательные, глаголы (включая фразовые, такие как play with), наречия и придаточные союзы (главные слова) пишутся с заглавной буквы;
- артикли (the, a и an), согласующие союзы и предлоги из трёх и менее букв пишутся со строчной буквы;
- to в инфинитивах пишется со строчной буквы;
- второе часть в конструкции с дефисом пишется со строчной буквы, если одна из частей является префиксом или суффиксом (например, Anti-itch, World-wide) или если конструкция является одним словом;
- вторая часть в конструкции с дефисом пишется с заглавной буквы, если обе части равнозначны и не являются суффиксами или префиксами (например, Cost-Benefit);
- первая негреческая буква после строчной греческой буквы должна быть заглавной (например, ω-Bromohexanoic).
- первая негреческая буква после заглавной греческой буквы должна быть строчной (например, Δ-9-tetrahydrocannabinol)
- название рода пишется с заглавной буквы, видовой эпитет — нет.

### The Bluebook
В соответствии с 21-м изданием The Bluebook, используемым для юридических ссылок, следует применять следующие правила использования заглавных букв в названиях:
- первое и последнее слова пишутся с заглавной буквы;
- существительные, местоимения, прилагательные, глаголы (включая фразовые, такие как play with), наречия и придаточные союзы пишутся с заглавной буквы;
- артикли (the, a и an), согласующие союзы и предлоги из четырёх и менее букв пишутся со строчной буквы;
- to в инфинитивах пишется со строчной буквы (в справочнике не указано).

## Использование в литературных ссылках
Использование заголовочного или текстового регистра в ссылках на научные публикации определяется используемым стилем цитирования и может отличаться от использования в названиях или заголовках. Например, в стиле АПА используется текстовый регистр для названия цитируемой работы в списке литературы, но заголовочный регистр для названия текущей публикации (или для названия публикации, упоминаемой в тексте). Более того, он использует заголовочный регистр и для названий периодических изданий даже в ссылках. Другие стили цитирования, такие как у «Чикагского руководства по стилю», используют заголовочный регистр также и для названия цитируемых работ в списке литературы.

## В Юникоде
В Юникоде «Буква, заголовочный регистр» (англ. Letter, titlecase; Lt) — одно из возможных значений поля «Основная категория» (англ. General Category). Оно используется для обозначения диграфов, закодированных одним символов, у которых первый компонент в верхнем регистре, а второй — в нижнем. Существует 4 латинских символа с этим значением категории (ǅ, ǈ, ǋ и ǲ) и 27 греческих (заглавные гласные буквы в сочетании с диакритиками политонической орфографии и просгеграммени, так как последний считается строчной буквой).